# 블러드 (비디오 게임)
《블러드》(Blood)는 모놀리스 프로덕션스가 개발하고 GT 인터랙티브가 배급한 1997년 일인칭 슈팅 게임이다. 켄 실버맨의 빌드 엔진을 기반으로 MS-DOS 플랫폼으로 제작됐으며, 셰어웨어판이 1997년 3월 7일 선출시돼고 정식출시는 같은 해 5월 21일 이뤄졌다.
20세기의 총잡이 칼렙이 이야기의 주인공으로 그를 배신한 악의 신 체르노보그에 대한 복수극이 주요내용이다. 오컬트와 공포를 주제로 삼았으며, 게임 내에서 다이너마이트같은 특이한 무기들을 지원하고 시각적인 폭력 및 잔인한 요소들에 중심을 둔 것이 특징이다.
발매 당시 《블러드》는 창조적인 레벨 디자인, 유머감각, 분위기와 게임플레이로 긍정적인 평가를 받았다. 일부 고난이도에 대해서 지적을 받았다. 공식 확장팩으로 〈플라스마 팩〉과 〈비밀의 통로〉 두 편이 발매됐다. 1998년에 후속작 《블러드 II: 선택받은 자》가 출시됐다. 2019년, 나이트다이브 스튜디오스가 개발하고 아타리가 배급한 리마스터판 《블러드: 프레시 서플라이》가 마이크로소프트 윈도우로 발매됐다.

## 출시
2018년, 나이트다이브 스튜디오스가 아타리의 제의로 《블러드》의 개선판을 제작한다고 발표했다.

## 반응
《블러드》는 리뷰 애그리게이터 웹사이트 메타크리틱에서 "대체적으로 긍정적인 평가"를 기록했다.

### 내용주
1. ↑  셰어웨어판은 1997년 3월 7일 선출시.
2. ↑  영어: Blood: Fresh Supply

### 참조주
1. ↑  Campbell, Colin (2018년 12월 7일). “Blood set to return in remaster of gory '90s shooter”. 《Polygon》.
2. 1 2  “Blood (1997) for PC Reviews”. 《Metacritic》. 2023년 3월 18일에 확인함.
3. ↑  Major Mike (July 1997). “PC GamePro Review: Blood”. 《GamePro》. 106호 (IDG). 72–73쪽.
4. ↑  Poole, Stephen (1997년 6월 6일). “Blood Review”. 《GameSpot》. 2019년 6월 6일에 확인함.
5. ↑  “Finals”. 《Next Generation》. 33호 (Imagine Media). September 1997. 134, 136쪽.
6. ↑  Wildgoose, David (July 1997). “Blood”. 《PC PowerPlay》 (14): 48–49.